# Pouso de Monção à Margem do Tietê, 1826
Pouso de monção à margem do Tietê, 1826, de Zilda Pereira, foi concebida em 1943 e encomendada por Afonso Taunay em função das comemorações do cinquentenário do Museu Paulista. Na cena baseada no desenho Pouso da Represa Grande, de Hercule Florence, a artista reproduz uma cena dos costumes monçoeiros. Observa-se um pouso noturno, no qual os viajantes realizam tarefas do cotidiano, como a preparação de fogueira e o descanso na rede.

## Descrição
A obra de Zilda Pereira, feita em óleo sobre tela em 1943, foi encomendada por Afonso Taunay, então diretor do Museu Paulista, e pertence ao Fundo Museu Paulista sob o número de inventário 1-19349-0000-0000. O quadro, que teve como base o desenho Pouso da Represa Grande, de Hercule Florence, possui as seguintes medidas: 56 centímetros de altura e 80 centímetros de largura. Nas várias referências à obra aparecem também os títulos: Pouso de uma monção; Pouso de bandeirantes à beira do Tietê; e Monção abicada para o repouso noturno.

## Análise
Com a temática dos costumes atrelados às monções, o quadro oferece ao observador a cena de um acampamento à margem do rio Tietê. Trata-se de um “pouso”, ou seja, uma paragem que permitia o descanso, a alimentação e socialização.
Em razão do reflexo lunar no rio e do uso de tons escuros na composição, depreende-se que a cena ocorre no período noturno. Quanto às personagens, além dos animais, há três indivíduos: um preparando a fogueira, outro deitado em uma rede presa entre as árvores e o terceiro em pé. 
Fazendo o cruzamento do registro iconográfico com documentos textuais da época, é possível entender melhor a identidade dos monçoeiros. A saber, Valderez Antonio Silva traçou esses perfis analisando documentos cartoriais e, nesses registros, aparecem menções a pessoas de baixo extrato social, sobretudo, negros e mestiços.

## Contexto
Compondo a sala B-4, “Monções”, a obra foi encomendada por Afonso Taunay a Zilda Pereira no contexto da comemoração do cinquentenário do Museu Paulista e data de 1943.